# Genetta maculata
Genetta maculata là một loài động vật có vú trong họ Cầy, bộ Ăn thịt. Loài này được Gray mô tả năm 1830.